# 氷川神社 (板橋区氷川町)
氷川神社（ひかわじんじゃ）は、東京都板橋区氷川町にある神社。地名を冠して氷川町氷川神社（ひかわちょうひかわじんじゃ）とも称される。現在は19の町を氏子区域とする。社殿は鉄筋コンクリート、流造。別当寺は真言宗豊山派勧明寺。

## 概要
1206年（元久3年）頃に、現在の所在地周辺を領有していた豊島氏の豊島左衛門尉経泰が、現在の埼玉県さいたま市の氷川神社より、素盞男命、稲田姫命の分霊を奉じて社を建てたのが起源とされる。石神井川畔の景勝の地ということで選ばれた。豊島氏が没落した後も、地元民が板橋宿の鎮守として信仰してきた。しかし、1889年（明治22年）の火災で社は焼失し、起源を裏付ける史料も失われている。
1889年の火災の翌年に再建されたが、1945年（昭和20年）5月の空襲で再び全焼した。現在の社殿は、1954年に結成された御造営奉賛会により再建されたもので、1958年（昭和33年）9月に竣工した。
1872年に村社、1873年に郷社となった。

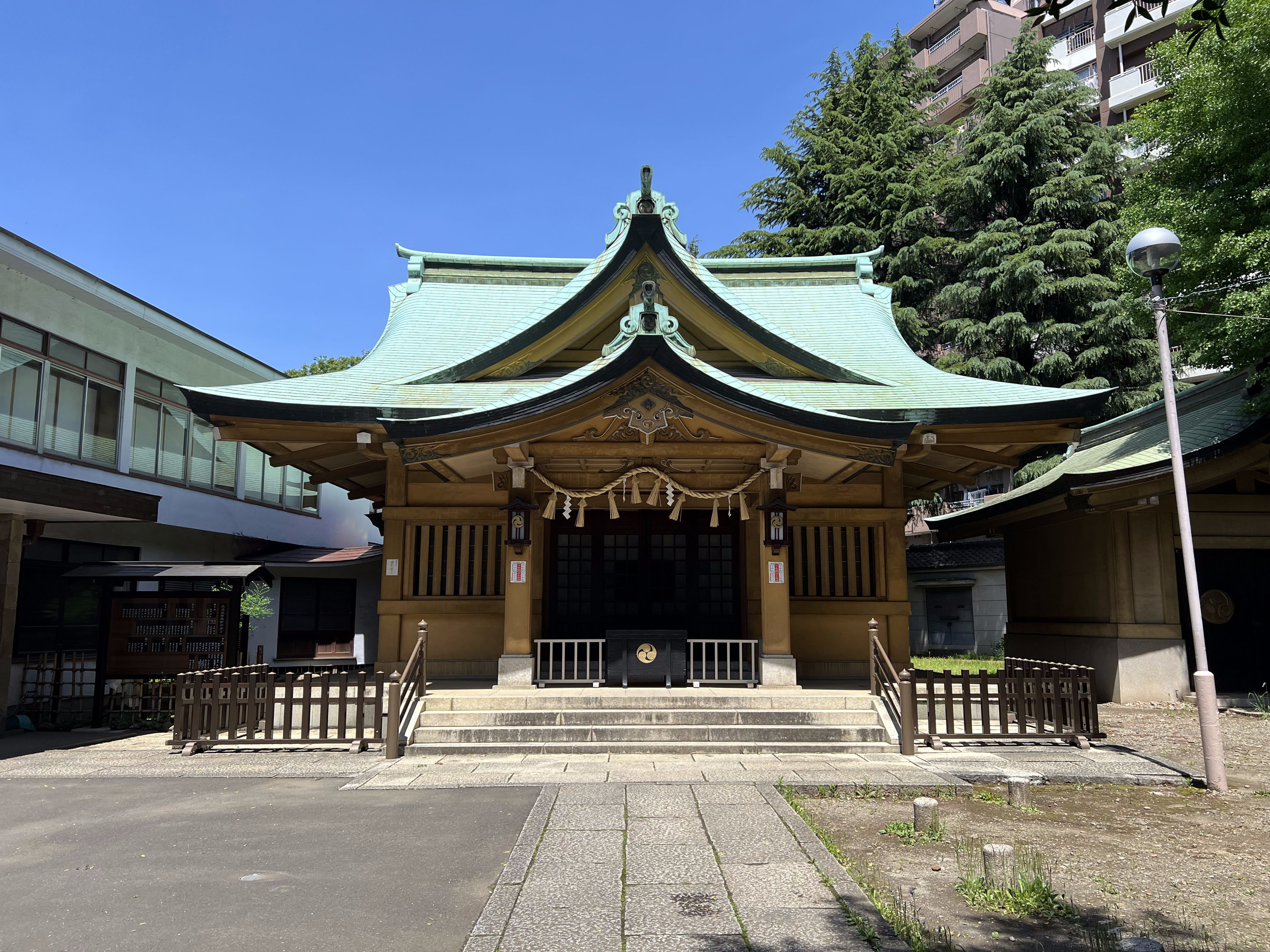
拝殿
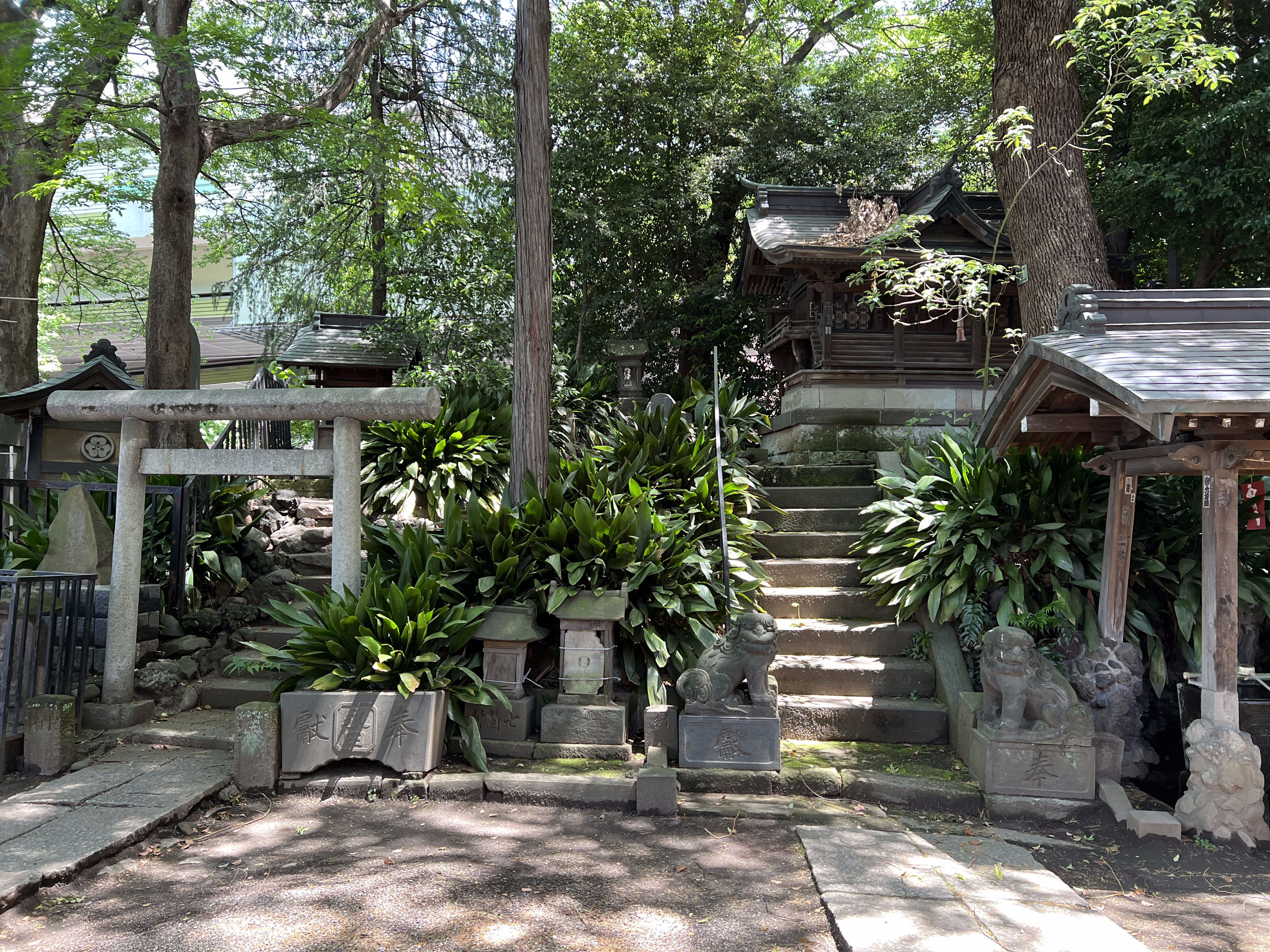
富士塚

## 祭礼
- 例祭 - 9月10日
- 節分祭 - 2月3日
- オビシャ―弓矢を用いた吉凶・農作物収穫を占う神事で、関東地方に多く残る。この神社でも1938年ごろまで行なわれていたが、現在は途絶えている。

## 境内社
- 小御嶽神社（祭神：磐長姫神）
- 天祖神社（祭神：天照皇大神・大物主神・応神天皇）
- 浅間神社（祭神：木花咲也姫神）
- 稲荷神社（祭神：保食大神）
- 諏訪神社（祭神：建御名方神）
- 淡島神社（祭神：少彦名神）
- 厳島神社（祭神：市杵島姫神）
- 三峯神社（祭神：伊邪那岐神・伊邪那美神）
- 古峯神社（祭神：大山咋神）

## 文化財
- 山岡鉄舟筆の社号墨書掛幅（1892年）
- 富士塚―2013年3月27日に区登録文化財。理由は《当該地域における富士山登拝講の活動状況や地域の信仰・民俗等について考察する上で貴重な史跡である》。区内では唯一江戸期（1855年）に造立されたもので、山頂には木花咲夜姫の碑が立つ。

この富士塚は食行身禄の弟子、永田長四郎が結成したもので、その名を冠した永田講による登山神事などが100年余り行なわれていた。1966年を最後に永田講は閉講し、道具は板橋区立郷土資料館に寄贈された。

## 氏子区域
- 板橋1丁目、2丁目の一部、3～4丁目
- 仲宿
- 氷川町
- 中板橋
- 栄町
- 仲町
- 大山西町
- 幸町の一部
- 大山町
- 大山東町
- 加賀1～2丁目